# Uefa Champions League 2009/2010
Uefa Champions League 2009/2010 var den 55:e säsongen av europeiska cupen och den 18:e i form av nuvarande Uefa Champions League. Finalen spelades på Santiago Bernabéu i Madrid, Spanien mellan Inter och Bayern München, den 22 maj 2010 och vanns av Inter med 2–0 efter att Diego Milito gjort båda målen. Det var första gången som en Champions League-final spelades en lördag. Värt att notera är att mästarlaget Inter inte hade en enda inhemsk (italiensk) spelare i sin startelva.

## Kvalificeringsschema för UEFA Champions League
I säsongens upplaga av Champions League deltog totalt 76 klubblag, alla från UEFA:s 52 medlemsländer. Liechtenstein arrangerade inte någon inhemsk liga och var därför inte berättigade till någon kvalplats till turneringen. 
Inför turneringen 2009–2010 var medlemsländerna placerade efter UEFA:s så kallade "koefficienttabell" från 2008. Då FC Barcelona var regerande mästare från säsongen 2008–2009 och dessutom direktkvalificerat sig till turneringen via sin placering i La Liga säsongen 2008–2009, kom den reserverade platsen för mästaren inte att användas. För att kompensera detta blev ligamästaren från medlemslandet som innehade plats 13 (Belgien) i UEFA:s koefficienttabell direktkvalificerad till gruppspelet, ligamästaren från medlemslandet som innehade plats 16 (Schweiz) fick en direktkvalificering till tredje omgången, och ligamästarna från medlemsländerna på plats 48 och 49 (Färöarna respektive Luxemburg) fick varsin placering i andra omgången.
Här nedan följer kvalificeringsschema för UEFA Champions League enligt UEFA:s koefficienttabell 2008:
Medlemsländer med placering 1-3 fick fyra platser var till turneringen.
Medlemsländer med placering 4-6 fick tre platser var till turneringen.
Medlemsländer med placering 7-15 fick två platser var till turneringen.
Medlemsländer med placering 16-53 fick varsin plats till turneringen. (Liechtenstein borträknat)

### Spelschemat för UEFA Champions League 2009-10
- Första kvalomgången
  - Fyra klubblag som blev ligamästare från medlemsländerna med placering 50-53
- Andra kvalomgången
  - Två vinnande klubblag från första omgången
  - Trettiotvå klubblag som blev ligamästare från medlemsländerna med placering 17-49 (Liechtenstein borträknat)
- Tredje kvalomgången för mästare & vinnare
  - Sjutton vinnande klubblag från andra omgången
  - Tre klubblag som blev ligamästare från medlemsländer med placering 14-16
- Tredje kvalomgången för de som inte blev ligamästare
  - Nio klubblag som blev tvåa i den inhemska ligan där medlemsländer har placering 7-15
  - Ett klubblag som blev trea i den inhemska ligan där medlemslandet har placering 6
    - Lag som förlorar i tredje kvalomgången går direkt till UEFA Europa League 2009/2010 playoff-omgång
- Fjärde omgången (playoff-omgång) med ligamästare & vinnare
  - Tio vinnande klubblag från tredje omgången för mästare och vinnare
- Fjärde omgången (playoff-omgång) med de som inte blev ligamästare
  - Fem vinnande klubblag från tredje omgången för de som inte blev ligamästare
  - Två klubblag som blev trea i den inhemska ligan där medlemsländerna har placering 4 och 5
  - Tre klubblag som blev fyra i den inhemska ligan där medlemsländerna har placering 1-3
  - Lag som förlorar i fjärde kvalomgången går direkt till UEFA Europa League 2009/2010 gruppspel omgång
- Gruppspel
  - Fem vinnande klubblag från fjärde omgången med de mästarna & vinnare
  - Fem vinnande klubblag från fjärde omgången med de som inte blev ligamästare
  - Tretton klubblag som blev ligamästare från medlemsländer med placering 1-13
  - Sex klubblag som blev tvåa i den inhemska ligan där medlemsländerna har placering 1-6
  - Tre klubblag som blev trea i den inhemska ligan där medlemsländerna har placering 1-3

## Omgångar och lottningar
Kalendern visar datum för omgångar och lottningar.
| Datum                                | Händelse                                                                                        |
| ------------------------------------ | ----------------------------------------------------------------------------------------------- |
| 22 juni 2009                         | Lottning för första och andra kvalomgångarna i Nyon, Schweiz                                    |
| 30-1 juli 2009                       | Första kvalomgången, första matchen                                                             |
| 7-8 juli 2009                        | Första kvalomgången, andra matchen                                                              |
| 14-15 juli 2009                      | Andra kvalomgången, första matchen                                                              |
| 17 juli 2009                         | Lottning av tredje kvalomgången i Nyon, Schweiz                                                 |
| 21-22 juli 2009                      | Andra kvalomgången, andra matchen                                                               |
| 28-29 juli 2009                      | Tredje kvalomgången, första matchen                                                             |
| 4-5 augusti 2009                     | Tredje kvalomgången, andra matchen                                                              |
| 7 augusti 2009                       | Lottning av playoff-omgången i Nyon, Schweiz                                                    |
| 18-19 augusti 2009                   | Playoff-omgången, första omgången                                                               |
| 25-26 augusti 2009                   | Playoff-omgången, andra omgången                                                                |
| 27 augusti 2009                      | Lottning av gruppspel i Monaco                                                                  |
| 15-16 september 2009                 | Gruppspel, första omgången                                                                      |
| 29-30 september 2009                 | Gruppspel, andra omgången                                                                       |
| 20-21 oktober 2009                   | Gruppspel, tredje omgången                                                                      |
| 3-4 november 2009                    | Gruppspel, fjärde omgången                                                                      |
| 24-25 november 2009                  | Gruppspel, femte omgången                                                                       |
| 8-9 december 2009                    | Gruppspel, sjätte omgången                                                                      |
| 18 december 2009                     | Lottning av första åttondelsfinalerna i Nyon, Schweiz                                           |
| 16-17 februari & 23-24 februari 2010 | Åttondelsfinaler, första matchen                                                                |
| 9-10 mars & 16-17 mars 2010          | Åttondelsfinaler, andra matchen                                                                 |
| 19 mars 2010                         | Lottning av kvarstående omgångar (kvartsfinal-, semifinal- och final-omgång/ar) i Nyon, Schweiz |
| 30-31 mars 2010                      | Kvartsfinaler, första matchen                                                                   |
| 6-7 april 2010                       | Kvartsfinaler, andra matchen                                                                    |
| 20-21 april 2010                     | Semifinaler, första matchen                                                                     |
| 27-28 april 2010                     | Semifinaler, andra matchen                                                                      |
| 22 maj 2010                          | Final på Santiago Bernabéu i Madrid, Spanien                                                    |

## Lag
| Gruppspel           | Gruppspel             | Gruppspel          | Gruppspel          |
| ------------------- | --------------------- | ------------------ | ------------------ |
| Manchester United   | Inter                 | Bayern München     | AZ Alkmaar         |
| Liverpool           | Juventus              | Rubin Kazan        | Rangers            |
| Chelsea             | Milan                 | CSKA Moskva        | Beşiktaş           |
| Barcelona           | Bordeaux              | Unirea Urziceni    | Dynamo Kiev        |
| Real Madrid         | Marseille             | Standard Liège     | Porto              |
| Sevilla             | Wolfsburg             |                    |                    |
| Playoffomgången     |                       |                    |                    |
| Mästare             | Bäst placerade lag    | Bäst placerade lag | Bäst placerade lag |
|                     | Arsenal               | Fiorentina         | Stuttgart          |
| Atlético Madrid     | Lyon                  |                    |                    |
| Tredje kvalomgången |                       |                    |                    |
| Mästare             | Bäst placerade lag    | Bäst placerade lag | Bäst placerade lag |
| Olympiakos          | Dynamo Moskva         | Celtic             | Anderlecht         |
| Slavia Prag         | Politehnica Timişoara | Sivasspor          | Panathinaikos      |
| FC Zürich           | Sporting Lissabon     | Sjachtar Donetsk   | Sparta Prag        |
|                     | Twente                |                    |                    |
| Andra kvalomgången  |                       |                    |                    |
| Levski Sofia        | Wisła Kraków          | Ekranas            | Baku               |
| Stabæk              | Debrecen              | Sheriff Tiraspol   | Tirana             |
| FC Köpenhamn        | Dinamo Zagreb         | Bohemians          | Pyunik             |
| Red Bull Salzburg   | APOEL                 | Makedonija         | Aktobe             |
| Partizan            | Maribor               | FH Hafnarfjörður   | Glentoran          |
| Maccabi Haifa       | Inter Åbo             | WIT Georgia        | Rhyl               |
| Kalmar FF           | Ventspils             | BATE               | EB/Streymur        |
| Slovan Bratislava   | Zrinjski              | Levadia            | Dudelange          |
| Första kvalomgången |                       |                    |                    |
| Hibernians          | Sant Julià            | Mogren             | Tre Fiori          |

## Kvalomgångar

### Första kvalomgången
Dragningen till den första och andra kvalomgången hölls måndagen den 22 juni 2009 i Nyon, Schweiz.
| Första kvalomgången – 4 deltagande klubblag | Första kvalomgången – 4 deltagande klubblag | Första kvalomgången – 4 deltagande klubblag | Första kvalomgången – 4 deltagande klubblag | Första kvalomgången – 4 deltagande klubblag |
| ------------------------------------------- | ------------------------------------------- | ------------------------------------------- | ------------------------------------------- | ------------------------------------------- |
| Lag 1                                       | Totalt                                      | Lag 2                                       | Möte 1                                      | Möte 2                                      |
| Tre Fiori                                   | 2–2 (4–5 str.)1                             | Sant Julià                                  | 1–1                                         | 1–1 (e.f.)                                  |
| Hibernians                                  | 0–6                                         | Mogren                                      | 0–2                                         | 0–4                                         |

1 Sant Julià skulle egentligen spela den första hemmamatchen, men dragningen drogs tillbaka så Tre Fiori fick spela första matchen på hemmaplan.

### Andra kvalomgången
| Andra kvalomgången – 34 deltagande klubblag | Andra kvalomgången – 34 deltagande klubblag | Andra kvalomgången – 34 deltagande klubblag | Andra kvalomgången – 34 deltagande klubblag | Andra kvalomgången – 34 deltagande klubblag |
| ------------------------------------------- | ------------------------------------------- | ------------------------------------------- | ------------------------------------------- | ------------------------------------------- |
| Lag 1                                       | Totalt                                      | Lag 2                                       | Möte 1                                      | Möte 2                                      |
| Tirana                                      | 1–5                                         | Stabæk IF                                   | 1–1                                         | 0–4                                         |
| WIT Georgia                                 | 1–3                                         | Maribor                                     | 0–0                                         | 1–3                                         |
| EB/Streymur                                 | 0–5                                         | APOEL                                       | 0–2                                         | 0–3                                         |
| FC Köpenhamn                                | 12–00                                       | Mogren                                      | 6–0                                         | 6–0                                         |
| Debrecen                                    | 00003–3 (BM)                                | Kalmar FF                                   | 2–0                                         | 1–3                                         |
| Makedonija                                  | 0–4                                         | BATE Borisov                                | 0–2                                         | 0–2                                         |
| FH                                          | 0–6                                         | Aktobe                                      | 0–4                                         | 0–2                                         |
| Pjunik                                      | 0–3                                         | Dinamo Zagreb                               | 0–0                                         | 0–3                                         |
| Ventspils                                   | 6–1                                         | F91 Dudelange                               | 3–0                                         | 3–1                                         |
| Ekranas                                     | 4–6                                         | Baku                                        | 2–2                                         | 2–4                                         |
| Red Bull Salzburg                           | 2–1                                         | Bohemians                                   | 1–1                                         | 1–0                                         |
| Zrinjski                                    | 1–4                                         | Slovan Bratislava                           | 1–0                                         | 0–4                                         |
| Inter Åbo                                   | 0–2                                         | Sheriff Tiraspol                            | 0–1                                         | 0–1                                         |
| Rhyl                                        | 00–12                                       | Partizan                                    | 0–4                                         | 0–8                                         |
| Wisła Kraków                                | 1–2                                         | Levadia Tallinn                             | 1–1                                         | 0–1                                         |
| Levski Sofia                                | 9–0                                         | Sant Julià                                  | 4–0                                         | 5–0                                         |
| Maccabi Haifa                               | 10–00                                       | Glentoran                                   | 6–0                                         | 4–0                                         |

### Tredje kvalomgången
De lag som förlorar i den tredje kvalomgången går direkt till Uefa Europa League 2009/2010-playoffomgång
| Tredje kvalomgången – Mästare – 20 deltagande klubblag | Tredje kvalomgången – Mästare – 20 deltagande klubblag | Tredje kvalomgången – Mästare – 20 deltagande klubblag | Tredje kvalomgången – Mästare – 20 deltagande klubblag | Tredje kvalomgången – Mästare – 20 deltagande klubblag |
| ------------------------------------------------------ | ------------------------------------------------------ | ------------------------------------------------------ | ------------------------------------------------------ | ------------------------------------------------------ |
| Lag 1                                                  | Totalt                                                 | Lag 2                                                  | Möte 1                                                 | Möte 2                                                 |
| Red Bull Salzburg                                      | 3–2                                                    | Dinamo Zagreb                                          | 1–1                                                    | 2–1                                                    |
| Slovan Bratislava                                      | 0–4                                                    | Olympiakos                                             | 0–2                                                    | 0–2                                                    |
| Zürich                                                 | 5–3                                                    | Maribor                                                | 2–3                                                    | 3–0                                                    |
| APOEL                                                  | 2–1                                                    | Partizan                                               | 2–0                                                    | 0–1                                                    |
| Sheriff Tiraspol                                       | 00001–1 (BM)                                           | Slavia Prag                                            | 0–0                                                    | 1–1                                                    |
| Aktobe                                                 | 3–4                                                    | Maccabi Haifa                                          | 0–0                                                    | 3–4                                                    |
| Baku                                                   | 0–2                                                    | Levski Sofia                                           | 0–0                                                    | 0–2                                                    |
| Ventspils                                              | 00002–2 (BM)                                           | BATE Borisov                                           | 1–0                                                    | 1–2                                                    |
| Levadia Tallinn                                        | 0–2                                                    | Debrecen                                               | 0–1                                                    | 0–1                                                    |
| FC Köpenhamn                                           | 3–1                                                    | Stabæk IF                                              | 3–1                                                    | 0–0                                                    |

| Tredje kvalomgången – Bäst placerade – 10 deltagande klubblag | Tredje kvalomgången – Bäst placerade – 10 deltagande klubblag | Tredje kvalomgången – Bäst placerade – 10 deltagande klubblag | Tredje kvalomgången – Bäst placerade – 10 deltagande klubblag | Tredje kvalomgången – Bäst placerade – 10 deltagande klubblag |
| ------------------------------------------------------------- | ------------------------------------------------------------- | ------------------------------------------------------------- | ------------------------------------------------------------- | ------------------------------------------------------------- |
| Lag 1                                                         | Totalt                                                        | Lag 2                                                         | Möte 1                                                        | Möte 2                                                        |
| Sparta Prag                                                   | 3–4                                                           | Panathinaikos                                                 | 3–1                                                           | 0–3                                                           |
| Sjachtar Donetsk                                              | 00002–2 (BM)                                                  | Timişoara                                                     | 2–2                                                           | 0–0                                                           |
| Sporting Lissabon                                             | 00001–1 (BM)                                                  | Twente                                                        | 0–0                                                           | 1–1                                                           |
| Celtic                                                        | 2–1                                                           | Dynamo Moskva                                                 | 0–1                                                           | 2–0                                                           |
| Anderlecht                                                    | 6–3                                                           | Sivasspor                                                     | 5–0                                                           | 1–3                                                           |

### Playoff-omgången
| Playoff-omgången – Mästare – 10 deltagande klubblag | Playoff-omgången – Mästare – 10 deltagande klubblag | Playoff-omgången – Mästare – 10 deltagande klubblag | Playoff-omgången – Mästare – 10 deltagande klubblag | Playoff-omgången – Mästare – 10 deltagande klubblag |
| --------------------------------------------------- | --------------------------------------------------- | --------------------------------------------------- | --------------------------------------------------- | --------------------------------------------------- |
| Lag 1                                               | Totalt                                              | Lag 2                                               | Möte 1                                              | Möte 2                                              |
| Sheriff Tiraspol                                    | 0–3                                                 | Olympiakos                                          | 0–2                                                 | 0–1                                                 |
| Red Bull Salzburg                                   | 1–5                                                 | Maccabi Haifa                                       | 1–2                                                 | 0–3                                                 |
| Ventspils                                           | 1–5                                                 | Zürich                                              | 0–3                                                 | 0–2                                                 |
| FC Köpenhamn                                        | 2–3                                                 | APOEL                                               | 1–0                                                 | 0–3                                                 |
| Levski Sofia                                        | 1–4                                                 | Debrecen                                            | 1–2                                                 | 0–2                                                 |

| Playoff-omgången – Bäst placerade – 10 deltagande klubblag | Playoff-omgången – Bäst placerade – 10 deltagande klubblag | Playoff-omgången – Bäst placerade – 10 deltagande klubblag | Playoff-omgången – Bäst placerade – 10 deltagande klubblag | Playoff-omgången – Bäst placerade – 10 deltagande klubblag |
| ---------------------------------------------------------- | ---------------------------------------------------------- | ---------------------------------------------------------- | ---------------------------------------------------------- | ---------------------------------------------------------- |
| Lag 1                                                      | Totalt                                                     | Lag 2                                                      | Möte 1                                                     | Möte 2                                                     |
| Lyon                                                       | 8–2                                                        | Anderlecht                                                 | 5–1                                                        | 3–1                                                        |
| Celtic                                                     | 1–5                                                        | Arsenal                                                    | 0–2                                                        | 1–3                                                        |
| Timișoara                                                  | 0–2                                                        | Stuttgart                                                  | 0–2                                                        | 0–0                                                        |
| Sporting Lissabon                                          | 00003–3 (BM)                                               | Fiorentina                                                 | 2–2                                                        | 1–1                                                        |
| Panathinaikos                                              | 2–5                                                        | Atlético Madrid                                            | 2–3                                                        | 0–2                                                        |

## Gruppspel

### Grupp A
| Nr | Lag            | S | V | O | F | GM | IM | MS | P  |
| -- | -------------- | - | - | - | - | -- | -- | -- | -- |
| 1  | Bordeaux       | 6 | 5 | 1 | 0 | 9  | 2  | +7 | 16 |
| 2  | Bayern München | 6 | 3 | 1 | 2 | 9  | 5  | +4 | 10 |
| 3  | Juventus       | 6 | 2 | 2 | 2 | 4  | 7  | −3 | 8  |
| 4  | Maccabi Haifa  | 6 | 0 | 0 | 6 | 0  | 8  | −8 | 0  |

| Hemma \ Borta  | Tyskland | Frankrike | Italien | Israel |
| Bayern München | —        | 0–2       | 0–0     | 1–0    |
| Bordeaux       | 2–1      | —         | 2–0     | 1–0    |
| Juventus       | 1–4      | 1–1       | —       | 1–0    |
| Maccabi Haifa  | 0–3      | 0–1       | 0–1     | —      |

### Grupp B
| Nr | Lag               | S | V | O | F | GM | IM | MS | P  |
| -- | ----------------- | - | - | - | - | -- | -- | -- | -- |
| 1  | Manchester United | 6 | 4 | 1 | 1 | 10 | 6  | +4 | 13 |
| 2  | CSKA Moskva       | 6 | 3 | 1 | 2 | 10 | 10 | 0  | 10 |
| 3  | Wolfsburg         | 6 | 2 | 1 | 3 | 9  | 8  | +1 | 7  |
| 4  | Beşiktaş          | 6 | 1 | 1 | 4 | 3  | 8  | −5 | 4  |

| Hemma \ Borta     | Turkiet | Ryssland | England | Tyskland |
| Beşiktaş          | —       | 1–2      | 0–1     | 0–3      |
| CSKA Moskva       | 2–1     | —        | 0–1     | 2–1      |
| Manchester United | 0–1     | 3–3      | —       | 2–1      |
| Wolfsburg         | 0–0     | 3–1      | 1–3     | —        |

### Grupp C
| Nr | Lag         | S | V | O | F | GM | IM | MS | P  |
| -- | ----------- | - | - | - | - | -- | -- | -- | -- |
| 1  | Real Madrid | 6 | 4 | 1 | 1 | 15 | 7  | +8 | 13 |
| 2  | AC Milan    | 6 | 2 | 3 | 1 | 8  | 7  | +1 | 9  |
| 3  | Marseille   | 6 | 2 | 1 | 3 | 10 | 10 | 0  | 7  |
| 4  | Zürich      | 6 | 1 | 1 | 4 | 5  | 14 | −9 | 4  |

| Hemma \ Borta | Italien | Frankrike | Spanien | Schweiz |
| AC Milan      | —       | 1–1       | 1–1     | 0–1     |
| Marseille     | 1–2     | —         | 1–3     | 6–1     |
| Real Madrid   | 2–3     | 3–0       | —       | 1–0     |
| Zürich        | 1–1     | 0–1       | 2–5     | —       |

### Grupp D
| Nr | Lag             | S | V | O | F | GM | IM | MS | P  |
| -- | --------------- | - | - | - | - | -- | -- | -- | -- |
| 1  | Chelsea         | 6 | 4 | 2 | 0 | 11 | 4  | +7 | 14 |
| 2  | Porto           | 6 | 4 | 0 | 2 | 8  | 3  | +5 | 12 |
| 3  | Atlético Madrid | 6 | 0 | 3 | 3 | 3  | 12 | −9 | 3  |
| 4  | APOEL           | 6 | 0 | 3 | 3 | 4  | 7  | −3 | 3  |

| Hemma \ Borta   | Cypern | Spanien | England | Portugal |
| APOEL           | —      | 1–1     | 0–1     | 0–1      |
| Atlético Madrid | 0–0    | —       | 2–2     | 0–3      |
| Chelsea         | 2–2    | 4–0     | —       | 1–0      |
| Porto           | 2–1    | 2–0     | 0–1     | —        |

### Grupp E
| Nr | Lag        | S | V | O | F | GM | IM | MS  | P  |
| -- | ---------- | - | - | - | - | -- | -- | --- | -- |
| 1  | Fiorentina | 6 | 5 | 0 | 1 | 14 | 7  | +7  | 15 |
| 2  | Lyon       | 6 | 4 | 1 | 1 | 12 | 3  | +9  | 13 |
| 3  | Liverpool  | 6 | 2 | 1 | 3 | 5  | 7  | −2  | 7  |
| 4  | Debrecen   | 6 | 0 | 0 | 6 | 5  | 19 | −14 | 0  |

| Hemma \ Borta | Ungern | Italien | England | Frankrike |
| Debrecen      | —      | 3–4     | 0–1     | 0–4       |
| Fiorentina    | 5–2    | —       | 2–0     | 1–0       |
| Liverpool     | 1–0    | 1–2     | —       | 1–2       |
| Lyon          | 4–0    | 1–0     | 1–1     | —         |

### Grupp F
| Nr | Lag         | S | V | O | F | GM | IM | MS | P  |
| -- | ----------- | - | - | - | - | -- | -- | -- | -- |
| 1  | Barcelona   | 6 | 3 | 2 | 1 | 7  | 3  | +4 | 11 |
| 2  | Inter       | 6 | 2 | 3 | 1 | 7  | 6  | +1 | 9  |
| 3  | Rubin Kazan | 6 | 1 | 3 | 2 | 4  | 7  | −3 | 6  |
| 4  | Dynamo Kiev | 6 | 1 | 2 | 3 | 7  | 9  | −2 | 5  |

| Hemma \ Borta | Spanien | Ukraina | Italien | Ryssland |
| Barcelona     | —       | 2–0     | 2–0     | 1–2      |
| Dynamo Kiev   | 1–2     | —       | 1–2     | 3–1      |
| Inter         | 0–0     | 2–2     | —       | 2–0      |
| Rubin Kazan   | 0–0     | 0–0     | 1–1     | —        |

### Grupp G
| Nr | Lag             | S | V | O | F | GM | IM | MS | P  |
| -- | --------------- | - | - | - | - | -- | -- | -- | -- |
| 1  | Sevilla         | 6 | 4 | 1 | 1 | 11 | 4  | +7 | 13 |
| 2  | Stuttgart       | 6 | 2 | 3 | 1 | 9  | 7  | +2 | 9  |
| 3  | Unirea Urziceni | 6 | 2 | 2 | 2 | 8  | 8  | 0  | 8  |
| 4  | Rangers         | 6 | 0 | 2 | 4 | 4  | 13 | −9 | 2  |

| Hemma \ Borta   | Skottland | Spanien | Tyskland | Rumänien |
| Rangers         | —         | 1–4     | 0–2      | 1–4      |
| Sevilla         | 1–0       | —       | 1–1      | 2–0      |
| Stuttgart       | 1–1       | 1–3     | —        | 3–1      |
| Unirea Urziceni | 1–1       | 1–0     | 1–1      | —        |

### Grupp H
| Nr | Lag            | S | V | O | F | GM | IM | MS | P  |
| -- | -------------- | - | - | - | - | -- | -- | -- | -- |
| 1  | Arsenal        | 6 | 4 | 1 | 1 | 12 | 5  | +7 | 13 |
| 2  | Olympiakos     | 6 | 3 | 1 | 2 | 4  | 5  | −1 | 10 |
| 3  | Standard Liège | 6 | 1 | 2 | 3 | 7  | 9  | −2 | 5  |
| 4  | AZ             | 6 | 0 | 4 | 2 | 4  | 8  | −4 | 4  |

| Hemma \ Borta  | England | Nederländerna | Grekland | Belgien |
| Arsenal        | —       | 4–1           | 2–0      | 2–0     |
| AZ             | 1–1     | —             | 0–0      | 1–1     |
| Olympiakos     | 1–0     | 1–0           | —        | 2–1     |
| Standard Liège | 2–3     | 1–1           | 2–0      | —       |

## Slutspel

### Slutspelsträd
| 0 | Åttondelsfinaler    | Åttondelsfinaler      | Åttondelsfinaler | Åttondelsfinaler |   |                     | Kvartsfinaler | Kvartsfinaler | Kvartsfinaler | Kvartsfinaler |  |                  | Semifinaler | Semifinaler | Semifinaler | Semifinaler |                  |   | Final ( ) | Final ( ) |
| 0 |                     |                       |                  |                  |   |                     |               |               |               |               |  |                  |             |             |             |             |                  |   |           |           |
|   | 0 Fiorentina        | 3                     | 1                | 4                |   |                     |               |               |               |               |  |                  |             |             |             |             |                  |   |           |           |
|   | 0 Bayern München    | 2                     | 2                | 6                |   |                     |               |               |               |               |  |                  |             |             |             |             |                  |   |           |           |
|   | 0 Bayern München    | 2                     | 2                | 6                |   | 0 Manchester United | 3             | 1             | 4             |               |  |                  |             |             |             |             |                  |   |           |           |
|   |                     |                       |                  |                  |   | 0 Manchester United | 3             | 1             | 4             |               |  |                  |             |             |             |             |                  |   |           |           |
|   |                     | 0 Bayern München (BM) | 2                | 2                | 4 |                     |               |               |               |               |  |                  |             |             |             |             |                  |   |           |           |
|   | 0 AC Milan          | 0 Bayern München (BM) | 2                | 2                | 4 | 2                   | 0             | 2             |               |               |  |                  |             |             |             |             |                  |   |           |           |
|   | 0 AC Milan          |                       |                  |                  |   | 2                   | 0             | 2             |               |               |  |                  |             |             |             |             |                  |   |           |           |
|   | 0 Manchester United | 3                     | 4                | 7                |   |                     |               |               |               |               |  |                  |             |             |             |             |                  |   |           |           |
|   | 0 Manchester United | 3                     | 4                | 7                |   |                     |               |               |               |               |  | 0 Bayern München | 1           | 3           | 4           |             |                  |   |           |           |
|   |                     |                       |                  |                  |   |                     |               |               |               |               |  | 0 Bayern München | 1           | 3           | 4           |             |                  |   |           |           |
|   |                     | 0 Lyon                | 0                | 0                | 0 |                     |               |               |               |               |  |                  |             |             |             |             |                  |   |           |           |
|   | 0 Lyon              | 0 Lyon                | 0                | 0                | 0 | 1                   | 1             | 2             |               |               |  |                  |             |             |             |             |                  |   |           |           |
|   | 0 Lyon              |                       |                  |                  |   | 1                   | 1             | 2             |               |               |  |                  |             |             |             |             |                  |   |           |           |
|   | 0 Real Madrid       | 0                     | 1                | 1                |   |                     |               |               |               |               |  |                  |             |             |             |             |                  |   |           |           |
|   | 0 Real Madrid       | 0                     | 1                | 1                |   | 0 Lyon              | 3             | 0             | 3             |               |  |                  |             |             |             |             |                  |   |           |           |
|   |                     |                       |                  |                  |   | 0 Lyon              | 3             | 0             | 3             |               |  |                  |             |             |             |             |                  |   |           |           |
|   |                     | 0 Bordeaux            | 1                | 1                | 2 |                     |               |               |               |               |  |                  |             |             |             |             |                  |   |           |           |
|   | 0 Olympiakos        | 0 Bordeaux            | 1                | 1                | 2 | 0                   | 1             | 1             |               |               |  |                  |             |             |             |             |                  |   |           |           |
|   | 0 Olympiakos        |                       |                  |                  |   | 0                   | 1             | 1             |               |               |  |                  |             |             |             |             |                  |   |           |           |
|   | 0 Bordeaux          | 1                     | 2                | 3                |   |                     |               |               |               |               |  |                  |             |             |             |             |                  |   |           |           |
|   | 0 Bordeaux          | 1                     | 2                | 3                |   |                     |               |               |               |               |  |                  |             |             |             |             | 0 Bayern München | 0 |           |           |
|   |                     |                       |                  |                  |   |                     |               |               |               |               |  |                  |             |             |             |             |                  | 0 |           |           |
|   |                     | 0 Inter               | 2                |                  |   |                     |               |               |               |               |  |                  |             |             |             |             |                  |   |           |           |
|   | 0 Inter             | 0 Inter               | 2                | 2                | 1 | 3                   |               |               |               |               |  |                  |             |             |             |             |                  |   |           |           |
|   | 0 Inter             |                       |                  | 2                | 1 | 3                   |               |               |               |               |  |                  |             |             |             |             |                  |   |           |           |
|   | 0 Chelsea           | 1                     | 0                | 1                |   |                     |               |               |               |               |  |                  |             |             |             |             |                  |   |           |           |
|   | 0 Chelsea           | 1                     | 0                | 1                |   | 0 Inter             | 1             | 1             | 2             |               |  |                  |             |             |             |             |                  |   |           |           |
|   |                     |                       |                  |                  |   | 0 Inter             | 1             | 1             | 2             |               |  |                  |             |             |             |             |                  |   |           |           |
|   |                     | 0 CSKA Moskva         | 0                | 0                | 0 |                     |               |               |               |               |  |                  |             |             |             |             |                  |   |           |           |
|   | 0 CSKA Moskva       | 0 CSKA Moskva         | 0                | 0                | 0 | 1                   | 2             | 3             |               |               |  |                  |             |             |             |             |                  |   |           |           |
|   | 0 CSKA Moskva       |                       |                  |                  |   | 1                   | 2             | 3             |               |               |  |                  |             |             |             |             |                  |   |           |           |
|   | 0 Sevilla           | 1                     | 1                | 2                |   |                     |               |               |               |               |  |                  |             |             |             |             |                  |   |           |           |
|   | 0 Sevilla           | 1                     | 1                | 2                |   |                     |               |               |               |               |  | 0 Inter          | 3           | 0           | 3           |             |                  |   |           |           |
|   |                     |                       |                  |                  |   |                     |               |               |               |               |  | 0 Inter          | 3           | 0           | 3           |             |                  |   |           |           |
|   |                     | 0 Barcelona           | 1                | 1                | 2 |                     |               |               |               |               |  |                  |             |             |             |             |                  |   |           |           |
|   | 0 Porto             | 0 Barcelona           | 1                | 1                | 2 | 2                   | 0             | 2             |               |               |  |                  |             |             |             |             |                  |   |           |           |
|   | 0 Porto             |                       |                  |                  |   | 2                   | 0             | 2             |               |               |  |                  |             |             |             |             |                  |   |           |           |
|   | 0 Arsenal           | 1                     | 5                | 6                |   |                     |               |               |               |               |  |                  |             |             |             |             |                  |   |           |           |
|   | 0 Arsenal           | 1                     | 5                | 6                |   | 0 Arsenal           | 2             | 1             | 3             |               |  |                  |             |             |             |             |                  |   |           |           |
|   |                     |                       |                  |                  |   | 0 Arsenal           | 2             | 1             | 3             |               |  |                  |             |             |             |             |                  |   |           |           |
|   |                     | 0 Barcelona           | 2                | 4                | 6 |                     |               |               |               |               |  |                  |             |             |             |             |                  |   |           |           |
|   | 0 Stuttgart         | 0 Barcelona           | 2                | 4                | 6 | 1                   | 0             | 1             |               |               |  |                  |             |             |             |             |                  |   |           |           |
|   | 0 Stuttgart         |                       |                  |                  |   | 1                   | 0             | 1             |               |               |  |                  |             |             |             |             |                  |   |           |           |
|   | 0 Barcelona         | 1                     | 4                | 5                |   |                     |               |               |               |               |  |                  |             |             |             |             |                  |   |           |           |

### Åttondelsfinaler
De första åttondelsfinalerna spelas 16, 17, 22 & 23 februari 2010 och returmötena 9, 10, 16 & 17 mars 2010
| Åttondelsfinaler – 16 deltagande klubblag | Åttondelsfinaler – 16 deltagande klubblag | Åttondelsfinaler – 16 deltagande klubblag | Åttondelsfinaler – 16 deltagande klubblag | Åttondelsfinaler – 16 deltagande klubblag |
| ----------------------------------------- | ----------------------------------------- | ----------------------------------------- | ----------------------------------------- | ----------------------------------------- |
| Lag 1                                     | Totalt                                    | Lag 2                                     | Möte 1                                    | Möte 2                                    |
| Stuttgart                                 | 1–5                                       | Barcelona                                 | 1–1                                       | 0–4                                       |
| Olympiakos                                | 1–3                                       | Bordeaux                                  | 0–1                                       | 1–2                                       |
| Inter                                     | 3–1                                       | Chelsea                                   | 2–1                                       | 1–0                                       |
| Bayern München                            | 00004–4 (BM)                              | Fiorentina                                | 2–1                                       | 2–3                                       |
| CSKA Moskva                               | 3–2                                       | Sevilla                                   | 1–1                                       | 2–1                                       |
| Lyon                                      | 2–1                                       | Real Madrid                               | 1–0                                       | 1–1                                       |
| Porto                                     | 2–6                                       | Arsenal                                   | 2–1                                       | 0–5                                       |
| AC Milan                                  | 2–7                                       | Manchester United                         | 2–3                                       | 0–4                                       |

AC MILAN - MANCHESTER UNITED 2-7
| Tisdag 16 februari 2010 20:45 CET | Milan                     | 2 – 3 | Manchester United          | San Siro, Milano Publik: Domare: |
| Tisdag 16 februari 2010 20:45 CET | Ronaldinho 3′ Seedorf 85′ |       | 36′ Scholes 66′ 74′ Rooney | San Siro, Milano Publik: Domare: |

| Onsdag 10 mars 2010 20:45 CET | Manchester United                           | 4 – 0 | Milan | Old Trafford, Manchester Publik: Domare: |
| Onsdag 10 mars 2010 20:45 CET | Rooney 13′ 46′ Park Jisung 59′ Fletcher 88′ |       |       | Old Trafford, Manchester Publik: Domare: |

OLYMPIQUE LYON - REAL MADRID 2-1
| Tisdag 16 februari 2010 20:45 CET | Lyon       | 1 – 0 | Real Madrid | Stade de Gerland, Lyon Publik: Domare: |
| Tisdag 16 februari 2010 20:45 CET | Makoun 47′ |       |             | Stade de Gerland, Lyon Publik: Domare: |

| Onsdag 10 mars 2010 20:45 CET | Real Madrid | 1 – 1 | Lyon       | Santiago Bernabéu, Madrid Publik: Domare: |
| Onsdag 10 mars 2010 20:45 CET | Ronaldo 5′  |       | 75′ Pjanić | Santiago Bernabéu, Madrid Publik: Domare: |

FC BAYERN MÜNCHEN - ACF FIORENTINA 4-4
| Onsdag 17 februari 2010 20:45 CET | Bayern München              | 2 – 1 | Fiorentina   | Allianz Arena, München Publik: 66000 Domare: Tom Henning Övrebö |
| Onsdag 17 februari 2010 20:45 CET | Robben 45′ (str.) Klose 89′ |       | 50′ Krøldrup | Allianz Arena, München Publik: 66000 Domare: Tom Henning Övrebö |

| Tisdag 9 mars 2010 20:45 CET | Fiorentina                 | 3 – 2 | Bayern München            | Stadio Artemio Franchi, Florens Publik: Domare: |
| Tisdag 9 mars 2010 20:45 CET | Vargas 28′ Jovetić 54′ 64′ |       | 60′ Van Bommel 65′ Robben | Stadio Artemio Franchi, Florens Publik: Domare: |

FC PORTO - ARSENAL FC 2-6
| Onsdag 17 februari 2010 20:45 CET | Porto                 | 2 – 1 | Arsenal      | Estádio do Dragão, Porto Publik: Domare: |
| Onsdag 17 februari 2010 20:45 CET | Varela 11′ Falcao 51′ |       | Campbell 18′ | Estádio do Dragão, Porto Publik: Domare: |

| Tisdag 9 mars 2010 20:45 CET | Arsenal                                         | 5 – 0 | Porto | Emirates Stadium, London Publik: Domare: |
| Tisdag 9 mars 2010 20:45 CET | Bendtner 10′ 25′ 90′ (str.) Nasri 63′ Eboué 66′ |       |       | Emirates Stadium, London Publik: Domare: |

OLYMPIAKOS FC - FC GIRONDINS de BORDEAUX 1-3
| Tisdag 23 februari 2010 20:45 CET | Olympiakos | 0 – 1     | Bordeaux | Karaiskakis Stadium, Pireus Publik: Domare: |
| Tisdag 23 februari 2010 20:45 CET |            | Ciani 45′ |          | Karaiskakis Stadium, Pireus Publik: Domare: |

| Onsdag 17 mars 2010 20:45 CET | Bordeaux                | 2 – 1 | Olympiakos    | Stade Chaban-Delmas, Bordeaux Publik: Domare: |
| Onsdag 17 mars 2010 20:45 CET | Gourcuff 5′ Chamakh 88′ |       | Mitroglou 65′ | Stade Chaban-Delmas, Bordeaux Publik: Domare: |

VfB STUTTGART - FC BARCELONA 1-5
| Tisdag 23 februari 2010 20:45 CET | Stuttgart | 1 – 1 | Barcelona       | Mercedes-Benz Arena, Stuttgart Publik: Domare: |
| Tisdag 23 februari 2010 20:45 CET | Cacau 25′ |       | Ibrahimović 52′ | Mercedes-Benz Arena, Stuttgart Publik: Domare: |

| Onsdag 17 mars 2010 20:45 CET | Barcelona                         | 4 – 0 | Stuttgart | Camp Nou, Barcelona Publik: Domare: |
| Onsdag 17 mars 2010 20:45 CET | Messi 13′ 60′ Pedro 22′ Bojan 89′ |       |           | Camp Nou, Barcelona Publik: Domare: |

CSKA MOSKVA - SEVILLA FC 3-2
| Onsdag 24 februari 2010 20:45 CET | CSKA Moskva  | 1 – 1 | Sevilla     | Luzjnikistadion, Moskva Publik: Domare: |
| Onsdag 24 februari 2010 20:45 CET | González 66′ |       | Negredo 25′ | Luzjnikistadion, Moskva Publik: Domare: |

| Tisdag 16 mars 2010 20:45 CET | Sevilla     | 1 – 2 | CSKA Moskva         | Ramón Sánchez Pizjuan, Sevilla Publik: Domare: |
| Tisdag 16 mars 2010 20:45 CET | Perotti 41′ |       | Necid 39′ Honda 55′ | Ramón Sánchez Pizjuan, Sevilla Publik: Domare: |

INTER - CHELSEA FC 3-1
| Onsdag 24 februari 2010 20:45 CET | Inter                   | 2 – 1 | Chelsea   | Stadio Giuseppe Meazza, Milano Publik: Domare: |
| Onsdag 24 februari 2010 20:45 CET | Milito 3′ Cambiasso 55′ |       | Kalou 51′ | Stadio Giuseppe Meazza, Milano Publik: Domare: |

| Tisdag 16 mars 2010 20:45 CET | Chelsea | 0 – 1     | Inter | Stamford Bridge, London Publik: Domare: |
| Tisdag 16 mars 2010 20:45 CET |         | Eto'o 78′ |       | Stamford Bridge, London Publik: Domare: |

### Kvartsfinaler
| Kvartsfinaler – 8 deltagande klubblag | Kvartsfinaler – 8 deltagande klubblag | Kvartsfinaler – 8 deltagande klubblag | Kvartsfinaler – 8 deltagande klubblag | Kvartsfinaler – 8 deltagande klubblag |
| ------------------------------------- | ------------------------------------- | ------------------------------------- | ------------------------------------- | ------------------------------------- |
| Lag 1                                 | Totalt                                | Lag 2                                 | Möte 1                                | Möte 2                                |
| Lyon                                  | 3–2                                   | Bordeaux                              | 3–1                                   | 0–1                                   |
| Bayern München                        | 00004–4 (BM)                          | Manchester United                     | 2–1                                   | 2–3                                   |
| Arsenal                               | 3–6                                   | Barcelona                             | 2–2                                   | 1–4                                   |
| Inter                                 | 2–0                                   | CSKA Moskva                           | 1–0                                   | 1–0                                   |

LYON - BORDEAUX 3-2
| Tisdag 30 mars 2010 20:45 CET | Lyon                               | 3 – 1 | Bordeaux    | Stade de Gerland, Lyon Publik: Domare: |
| Tisdag 30 mars 2010 20:45 CET | Lisandro 10′ 77′ (str.) Bastos 32′ |       | Chamakh 14′ | Stade de Gerland, Lyon Publik: Domare: |

| Onsdag 7 april 2010 20:45 CET | Bordeaux    | 1 – 0 | Lyon | Stade Chaban-Delma, Bordeaux Publik: Domare: |
| Onsdag 7 april 2010 20:45 CET | Chamakh 45′ |       |      | Stade Chaban-Delma, Bordeaux Publik: Domare: |

BAYERN MÜNCHEN - MANCHESTER UNITED 4-4
| Tisdag 30 mars 2010 20:45 CET | Bayern München        | 2 – 1 | Manchester United | Fußball Arena München, München Publik: Domare: |
| Tisdag 30 mars 2010 20:45 CET | Ribéry 77′ Olić 90+2′ |       | Rooney 2′         | Fußball Arena München, München Publik: Domare: |

| Onsdag 7 april 2010 20:45 CET | Manchester United     | 3 – 2 | Bayern München      | Old Trafford, Manchester Publik: Domare: |
| Onsdag 7 april 2010 20:45 CET | Gibson 3′ Nani 7′ 41′ |       | Olić 43′ Robben 74′ | Old Trafford, Manchester Publik: Domare: |

ARSENAL - FC BARCELONA 3-6
| Onsdag 31 mars 2010 20:45 CET | Arsenal FC                    | 2 – 2 | Barcelona           | Emirates Stadium, London Publik: 66000 Domare: Massimo Busacca |
| Onsdag 31 mars 2010 20:45 CET | Walcott 68′ Fábregas 85, str′ |       | 46′ 58′ Ibrahimović | Emirates Stadium, London Publik: 66000 Domare: Massimo Busacca |

| Tisdag 6 april 2010 20:45 CET | Barcelona               | 4 – 1 | Arsenal FC   | Camp Nou, Barcelona Publik: Domare: |
| Tisdag 6 april 2010 20:45 CET | Messi 20′ 36′ 41′ 90+2′ |       | 18′ Bendtner | Camp Nou, Barcelona Publik: Domare: |

INTER - CSKA MOSKVA 2-0
| Onsdag 31 mars 2010 20:45 CET | Inter      | 1 – 0 | CSKA Moskva | Stadio Giuseppe Meazza, Milano Publik: Domare: |
| Onsdag 31 mars 2010 20:45 CET | Milito 65′ |       |             | Stadio Giuseppe Meazza, Milano Publik: Domare: |

| Tisdag 6 april 2010 20:45 CET | CSKA Moskva | 0 – 1       | Inter | Luzjnikistadion, Moskva Publik: Domare: |
| Tisdag 6 april 2010 20:45 CET |             | Sneijder 6′ |       | Luzjnikistadion, Moskva Publik: Domare: |

### Semifinaler
Det var första gången sedan säsongen 2002/2003 då det inte finns några engelska lag i semifinalen.
| Semifinaler – 4 deltagande klubblag | Semifinaler – 4 deltagande klubblag | Semifinaler – 4 deltagande klubblag | Semifinaler – 4 deltagande klubblag | Semifinaler – 4 deltagande klubblag |
| ----------------------------------- | ----------------------------------- | ----------------------------------- | ----------------------------------- | ----------------------------------- |
| Lag 1                               | Totalt                              | Lag 2                               | Möte 1                              | Möte 2                              |
| Bayern München                      | 4–0                                 | Lyon                                | 1–0                                 | 3–0                                 |
| Inter                               | 3–2                                 | Barcelona                           | 3–1                                 | 0–1                                 |

INTER - FC BARCELONA 3-2
| Tisdag 20 april 2010 20:45 CET | Inter                              | 3 – 1 | Barcelona | Stadio Giuseppe Meazza, Milano Publik: Domare: |
| Tisdag 20 april 2010 20:45 CET | Sneijder 30′ Maicon 48′ Milito 60′ |       | 19′ Pedro | Stadio Giuseppe Meazza, Milano Publik: Domare: |

| Onsdag 28 april 2010 20:45 CET | Barcelona | 1 – 0 | Inter | Camp Nou, Barcelona Publik: Domare: |
| Onsdag 28 april 2010 20:45 CET | Piqué 84′ |       |       | Camp Nou, Barcelona Publik: Domare: |

BAYERN MÜNCHEN - LYON 4-0
| Onsdag 21 april 2010 20:00 CET | Bayern München | 1 – 0 | Lyon | Fußball Arena München, München Publik: Domare: |
| Onsdag 21 april 2010 20:00 CET | Robben 69′     |       |      | Fußball Arena München, München Publik: Domare: |

| Onsdag 27 april 2010 20:45 CET | Lyon | 0 – 3            | Bayern München | Stade de Gerland, Lyon Publik: Domare: |
| Onsdag 27 april 2010 20:45 CET |      | Olić 26′ 67′ 78′ |                | Stade de Gerland, Lyon Publik: Domare: |

### Final
|  | 22 maj 2010 20:45 | Bayern München | 0 – 2 | Inter           | Santiago Bernabéu, Madrid          |                                    |
|  |                   |                |       | Milito 35′, 70′ | Publik: 62 467 Domare: Howard Webb | Publik: 62 467 Domare: Howard Webb |
|  |                   |                |       |                 | Publik: 62 467 Domare: Howard Webb | Publik: 62 467 Domare: Howard Webb |
|  |                   |                |       |                 | Publik: 62 467 Domare: Howard Webb | Publik: 62 467 Domare: Howard Webb |

| Vinnare av Uefa Champions League 2009/2010 |
| ------------------------------------------ |
| Inter Tredje titeln                        |

## Skytteliga
Inklusive kvalificerings-matcherna.
| Rankning | Namn               | Lag               | Mål | Framträdanden | Speltid  |
| -------- | ------------------ | ----------------- | --- | ------------- | -------- |
| 1        | Lionel Messi       | FC Barcelona      | 8   | 11            | 1033'40" |
| 2        | Cristiano Ronaldo  | Real Madrid       | 7   | 6             | 477'54"  |
| 2        | Ivica Olić         | Bayern München    | 7   | 10            | 721'45"  |
| 4        | Diego Milito       | FC Internazionale | 6   | 11            | 966'59"  |
| 5        | Nicklas Bendtner   | Arsenal FC        | 5   | 5             | 461'19"  |
| 5        | Wayne Rooney       | Manchester United | 5   | 7             | 508'45"  |
| 5        | Marouane Chamakh   | Bordeaux          | 5   | 9             | 852'52"  |
| 8        | Michael Owen       | Manchester United | 4   | 6             | 293'14"  |
| 8        | Edin Džeko         | VfL Wolfsburg     | 4   | 6             | 560'24"  |
| 8        | Francesc Fàbregas  | Arsenal FC        | 4   | 7             | 633'43"  |
| 8        | Falcao             | FC Porto          | 4   | 8             | 660'53"  |
| 8        | Pedro Rodríguez    | FC Barcelona      | 4   | 9             | 677'56"  |
| 8        | Arjen Robben       | Bayern München    | 4   | 10            | 717'57"  |
| 8        | Miralem Pjanić     | Lyon              | 4   | 12            | 780'45"  |
| 8        | Zlatan Ibrahimović | FC Barcelona      | 4   | 10            | 790'32"  |
| 8        | Miloš Krasić       | CSKA Moskva       | 4   | 9             | 812'12"  |

- Källa: Top Scorers – Final – Saturday 22 May 2010 (after matches) (läst 23 april 2010)

### Webbkällor
Den här artikeln är helt eller delvis baserad på material från engelskspråkiga Wikipedia.